# Libéma Open 2025
Die Libéma Open 2025 waren ein WTA-Tennisturnier der WTA Tour 2025 für Damen und ein ATP-Tennisturnier der ATP Tour 2025 für Herren in Rosmalen, in der Gemeinde ’s-Hertogenbosch, und fanden zeitgleich vom 9. bis 15. Juni 2025 statt.

## Herrenturnier
→ Hauptartikel: Libéma Open 2025/Herren
→ Qualifikation: Libéma Open 2025/Herren/Qualifikation

## Damenturnier
→ Hauptartikel: Libéma Open 2025/Damen
→ Qualifikation: Libéma Open 2025/Damen/Qualifikation